# Kungliga Lantbruksakademiens museum

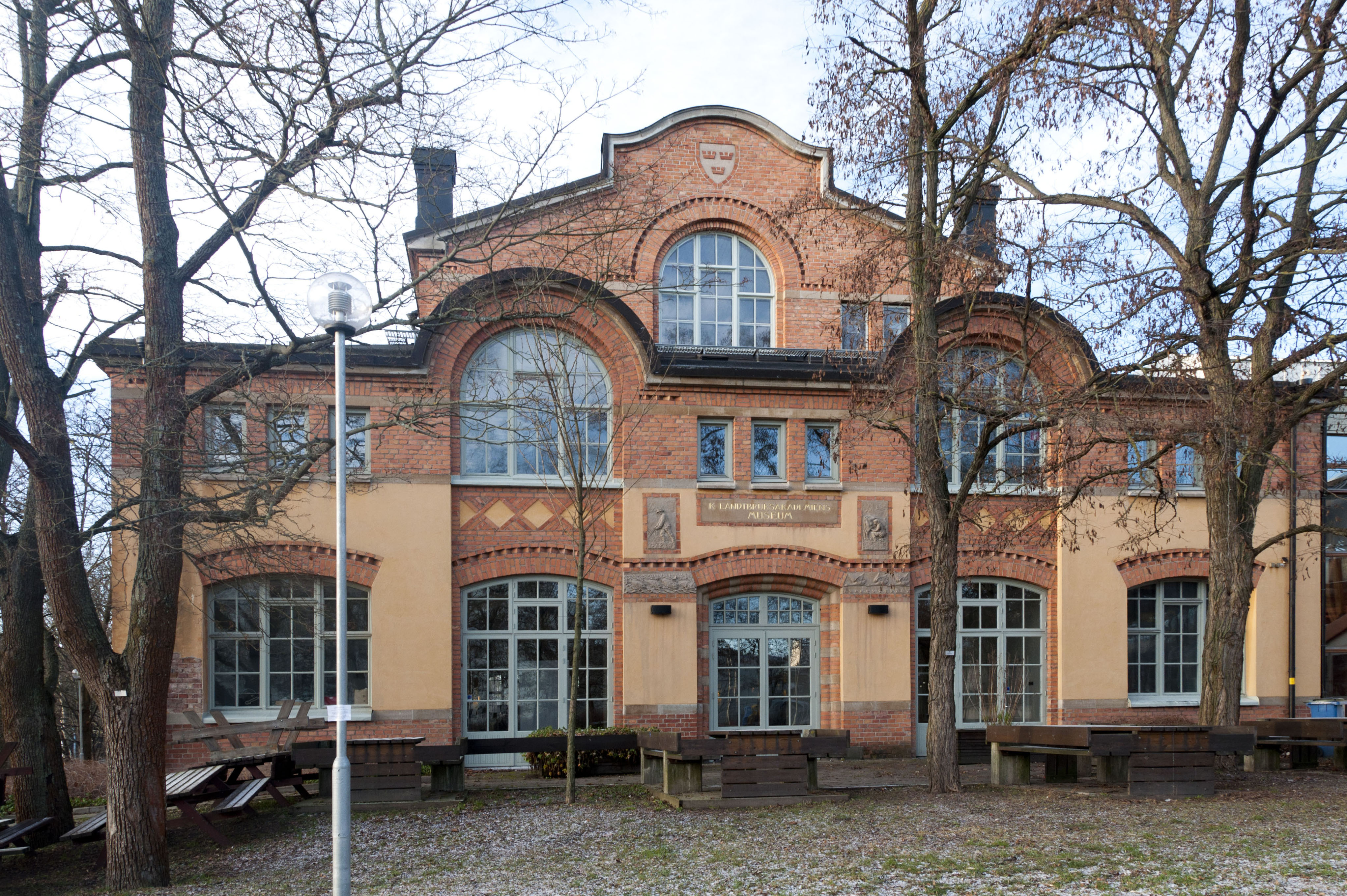
Lantis

Kungliga Lantbruksakademiens museum, idag vanligare kallat Lantis är en tidigare museibyggnad uppförd på Frescatiområdet av Erik Josephson 1904, och invigd året därpå. Museet stängdes i början på 1960-talet och är idag matsal och byggnad för service.

## Historik
Arkitekten Erik Josephson färdigställde ritningarna 1903. Ingenjörsfirman Pehr Blom inledde arbetet av byggnaden 1904, ett år senare invigdes museet. Byggnaden fick kritik för att vara för fabriksmässig. Museet drog inte heller så många besökare som man hoppats och lämnades därför i stort sett oförändrat fram till sin stängning. Ett exempel för detta är hur byggnaden enda in på 50-talet saknade både värme och el. 
Under 1960-talet ville bland annat David Helldén riva byggnaden, men man valde att bevara byggnaden på grund av ett nytt intresse för äldre miljöer. År 1971 byggdes museet om till matsal av David Helldén och Jörgen Kaergaard. Ralph Erskine byggde om byggnadens interiör i samband med uppförandet av Allhuset 1980, som byggdes ihop med Lantis. 

## Arkitektur
Byggnadens arkitektur utgår ifrån en akademisk, klassisk arkitekturtradition och är uppbyggd som en antik basilika med två plan. Interiören i övre våningen är formad som en basilika, med högre mittskepp och lägre sidoskepp. Fasaden har illustrationer av allegoriska bilder i huggen sten. Stora franska fönster vetter ut mot torget.
Erskine förändrade sidoskeppen till en serie smårum. Golvet och takstolarna är nu i obehandlat trä. Takpanelen är vitlaserad och väggarna är vita. Tidigare var det segmentbågar och rundbågar vartannat, vilket Erskine ändrade till enbart rundbågar. Han tillförde även ett innertak. Fönstren i mittskeppet igenmurades till små gluggar.